# Concepcion (Tarlac)
Concepcion is een gemeente in de Filipijnse provincie Tarlac op het eiland Luzon. Bij de laatste census in 2007 had de gemeente ruim 135 duizend inwoners.

## Geografie

### Bestuurlijke indeling
Concepcion is onderverdeeld in de volgende 45 barangays:
| - Alfonso - Balutu - Cafe - Calius Gueco - Caluluan - Castillo - Corazon de Jesus - Culatingan - Dungan - Dutung-A-Matas - Green Village - Lilibangan - Mabilog - Magao - Malupa | - Minane - Panalicsican - Pando - Parang - Parulung - Pitabunan - San Agustin - San Antonio - San Bartolome - San Francisco - San Isidro - San Jose - San Juan - San Martin - San Nicolas | - San Nicolas Balas - San Vicente - Santa Cruz - Santa Maria - Santa Monica - Santa Rita - Santa Rosa - Santiago - Santo Cristo - Santo Niño - Santo Rosario - Talimunduc Marimla - Talimunduc San Miguel - Telabanca - Tinang |

## Demografie
Concepcion had bij de census van 2007 een inwoneraantal van 135.213 mensen. Dit zijn 20.042 mensen (17,4%) meer dan bij de vorige census van 2000. De gemiddelde jaarlijkse groei komt daarmee uit op 2,24%, hetgeen hoger is dan het landelijk jaarlijks gemiddelde over deze periode (2,04%). Vergeleken met de census van 1995 is het aantal mensen met 33.970 (33,6%) toegenomen.

De bevolkingsdichtheid van Concepcion was ten tijde van de laatste census, met 135.213 inwoners op 242,99 km², 416,7 mensen per km².

## Geboren in Concepcion
- Benigno Aquino sr. (3 september 1894), afgevaardigde, senator en minister van landbouw (overleden 1947);
- Eva Estrada-Kalaw (16 juni 1920), parlementslid en senator;
- Benigno Aquino jr. (27 november 1932), senator en oppositieleider (overleden 1983);
- Teresa Aquino-Oreta (28 juni 1944), afgevaardigde en senator (overleden in 2020);
- Lorna Tolentino (23 december 1963), actrice.